# Svatyně Jošimizu
Svatyně Jošimizu (japonsky: 吉水神社, Jošimizu džindža) je šintoistická svatyně na hoře Jošino v prefektuře Nara v Japonsku. Ve svatyni je uctíván císař Godaigo a jeho vazal Kusunoki Masašige.
Nejstarší dochované záznamy o svatyni pocházejí z roku 1185. 
V červenci 2004 byla svatyně spolu s dalšími památkami na poloostrově Kii zapsána na Seznam světového dědictví UNESCO pod názvem Posvátná místa a poutní stezky v pohoří Kii. 